# Metal Armor Dragonar
Metal Armor Dragonar (機甲戦記ドラグナー?, Kikō Senki Doragunā) è un anime televisivo fantascientifico giapponese di 48 episodi trasmesso dal 7 febbraio 1987 al 30 gennaio 1988 tutti i sabati sui circuiti Nagoya TV e TV Asahi.

## Generalità
Con quest'opera è avvenuto il passaggio di testimone da Yoshiyuki Tomino, che aveva lavorato come regista di anime real robot trasmessi alle 17:30 il sabato su Nagoya Terebi per ben cinque anni (passando da Xabungle fino a Mobile Suit Gundam ZZ), a Takeyuki Kanda, che aveva ottenuto una grande popolarità grazie alla serie robotica Ginga hyōryū Vifam, inedita in Italia. 
Si tratta di un anime pensato per i giovani fan che non avevano visto Mobile Suit Gundam ai tempi della sua trasmissione (1979), e anche per quelli che volevano rivivere quel tipo di atmosfere. In sostanza si può parlare di un vero e proprio remake di Gundam, operazione che verrà poi ripetuta nel 2002 con Mobile Suit Gundam SEED. 
Ma dato che nel titolo di Dragonar non compariva la parola "Gundam", non ebbe la stessa popolarità ed attenzione di tante altre serie che ne sfruttavano il franchise. In quanto remake, molte furono le situazioni riprese da Gundam, come la squadriglia di mecha protagonisti formata da 3 unità, il nemico affascinante dotato di mobile armor personalizzato, dei civili che si ritrovano loro malgrado arruolati, una dittatura che ha sede tra le colonie spaziali e che intraprende una guerra d'indipendenza contro la Terra, e altro ancora.
Tuttavia, rispetto a Mobile Suit Gundam, questa serie risulta più leggera, le gag dei protagonisti inserite all'interno della storia riescono efficacemente a renderla meno drammatica, e gli inaspettati rapporti sentimentali tra i personaggi colgono lo spettatore di sorpresa. Negli ultimi episodi il protagonista viene messo in disparte concentrandosi sulle gesta del rivale appartenente all'esercito nemico. Da particolari come questo si evince che la serie non voleva essere solo un mero remake di Gundam.

## Trama
Lo scenario cronologico in cui si svolgono le vicende è il 2087 A.D.. Le colonie lunari si sono dichiarate indipendenti e proclamate Impero Unificato di Giganos, il cui regime militare dichiara guerra alla Federazione Terrestre. Le ostilità vanno estendendosi colpendo le colonie spaziali e la stessa Terra. Giganos, grazie ad armi come il Mass Driver installato sulla superficie lunare o i Metal Armor (MA), è riuscito ad occupare il 70% del pianeta. Ma i federali riescono a trafugare tre nuovi potentissimi MA ai Giganos, e grazie ad essi partirà il contrattacco terrestre.

## Edizione italiana
In Italia la serie è stata pubblicata direttamente in VHS per il mercato home video dalla Yamato Video negli anni novanta. Nel 2005 è stata trasmessa su Italia Teen Television canale tematico di Sky. Nel 2008 ne è stata pubblicata anche una versione in DVD sempre dalla Yamato.
Nel 2010 viene riproposta su un altro canale tematico di SKY, Man-ga.

## Doppiaggio
Il doppiaggio italiano è stato effettuato presso lo studio di doppiaggio Coop. ADC in collaborazione con S.E.D.E. sotto la direzione di Silvana Fantini. I dialoghi italiani sono di Gabriella Fantini, mentre la traduzione è stata curata da Francesco Prandoni.
| Personaggio               | Doppiatore originale | Doppiatore italiano       |
| ------------------------- | -------------------- | ------------------------- |
| Ken Wakaba (Kaine Wakaba) | Masami Kikuchi       | Claudio Colombo           |
| Light Newman              | Ken'yū Horiuchi      | Claudio Ridolfo           |
| Tap Oceano (Tapp Oceano)  | Hōchū Ōtsuka         | Giorgio Bonino            |
| Kenny Duncan              |                      | Claudio Moneta            |
| Mario Plato               | Jūrōta Kosugi        | Paolo Bessegato           |
| Ben Rooney (Ben Runi)     | Yutaka Shimaka       | Ernesto Maria Rossi       |
| Supercapo                 |                      | Natale Ciravolo           |
| Douglas                   | Shinya Ohtaki        | Claudio Beccari           |
| Computer                  |                      | Paola Della Pasqua        |
| Com. Whiteman             |                      | Carlo Bonomi              |
| Aoi Wakaba                | Kachiko Hino         | Adele Pellegatta          |
| Karl                      | Bin Shimada          | Luca Sandri               |
| Roy Gibson                |                      | Marco Balbi               |
| Min                       | Saeko Shimazu        | Marisa Della Pasqua       |
| Hanzen                    |                      | Raffaele Fallica          |
| Gor                       | Daisuke Gōri         | Nicola Bartolini Carrassi |
| Linda                     | Kayoko Fujii         | Marisa Della Pasqua       |
| Sottotenente O'Neal       |                      | Gianni Quillico           |
| Sottotenente dei Giganos  |                      | Simone D'Andrea           |

## Episodi
| Nº | Titolo italiano Giapponese 「Kanji」 - Rōmaji                                                | In onda           | In onda        |
| Nº | Titolo italiano Giapponese 「Kanji」 - Rōmaji                                                | Giapponese        | Italiano       |
| 1  | Il fuoco dal cielo 「炎の日」 - Honoo no Hi                                                  | 7 febbraio 1987   | 28 marzo 2005  |
| 2  | Battaglia tra i relitti 「廃墟の死闘」 - Haikyo no Shitou                                    | 14 febbraio 1987  | 29 marzo 2005  |
| 3  | Il falco blu di Giganos 「ギガノスの蒼き鷹」 - Giganos no Ao Kitaka                          | 21 febbraio 1987  | 30 marzo 2005  |
| 4  | Uomini al fronte 「男たちの戦場」 - Otoko-tachi no Senjou                                    | 28 febbraio 1987  | 31 marzo 2005  |
| 5  | Il portafortuna 「誓いの出撃」 - Chikai no Shutsugeki                                        | 7 marzo 1987      | 1º aprile 2005 |
| 6  | Addestramento speciale 「戦士への試練」 - Senshi e no Shiren                                 | 14 marzo 1987     | 4 aprile 2005  |
| 7  | Requiem per il tenente Chekov 「さらばチェホフ」 - Saraba CHEHOFU                            | 21 marzo 1987     | 5 aprile 2005  |
| 8  | Prigioniero 216 「捕虜奪回作戦 前編」 - Horyo Dakkai Sakusen (Zenpen)                        | 28 marzo 1987     | 6 aprile 2005  |
| 9  | Lo spazio era pieno di navi 「捕虜奪回作戦 前編」 - Horyo Dakkai Sakusen (Kouhen)            | 11 aprile 1987    | 7 aprile 2005  |
| 10 | Scontro diretto 「体あたりの防戦」 - Tai Atari no Bousen                                     | 18 aprile 1987    | 8 aprile 2005  |
| 11 | Nel rogo dell'atmosfera 「熱望の大地」 - Netsubou no Daichi                                  | 25 aprile 1987    | 11 aprile 2005 |
| 12 | Terra di Norvegia 「それぞれの帰還」 - Sorezore no Kikan                                     | 2 maggio 1987     | 12 aprile 2005 |
| 13 | Stella cadente 「マスドライバー発射指令」 - MASUDORAIBAA Hassha Shirei                       | 9 maggio 1987     | 13 aprile 2005 |
| 14 | Una nuova partenza 「新たなる旅立ち」 - Arata Naru Tabidachi                                 | 23 maggio 1987    | 14 aprile 2005 |
| 15 | Bersaglio: moduli D 「D(ドラグナー)艦隊危機一髪」 - D (DORAGUNA) Kantai Kikiippatsu          | 30 maggio 1987    | 15 aprile 2005 |
| 16 | L'uniforme sbagliata 「補給基地の罠」 - Hokyuu Kichi no Wana                                 | 6 giugno 1987     | 18 aprile 2005 |
| 17 | Sabotaggio 「ノーラッド破壊工作」 - NOURADDO Hakai Kousaku                                   | 13 giugno 1987    | 19 aprile 2005 |
| 18 | L'assalto del falco blu 「奇襲の蒼き鷹」 - Kishuu no Aoki Taka                               | 20 giugno 1987    | 20 aprile 2005 |
| 19 | Il volo dei moduli D 「飛行兵器D(ドラグナー)」 - Hikou Heiki D (DORAGUNAA)                   | 27 giugno 1987    | 21 aprile 2005 |
| 20 | Incontro sull'oceano 「洋上の再会」 - Youjou no Saikai                                       | 4 luglio 1987     | 22 aprile 2005 |
| 21 | Operazione Schwalg 「敵MA(メタルアーマー)奪取作戦」 - Teki MA (METARUAAMAA) Dasshu Sakusen   | 11 luglio 1987    | 25 aprile 2005 |
| 22 | La fortezza di Aomori 「ギガノス要塞破壊命令」 - GIGANOSU Yousai Hakai Meirei                | 18 luglio 1987    | 26 aprile 2005 |
| 23 | Di fronte a Meiyo Plato 「対決マイヨ・プラート」 - Taiketsu MAIYO PURAATO                    | 25 luglio 1987    | 27 aprile 2005 |
| 24 | Inseguimento a Shanghai 「上海大逃走」 - Shanhai Dai Tousou                                  | 1º agosto 1987    | 28 aprile 2005 |
| 25 | Modulo D Mark II 「D(ディー)兵器改造計画」 - D Heiki Kaizou Keikaku                          | 8 agosto 1987     | 29 aprile 2005 |
| 26 | La legione selvaggia 「恐怖のグン ジェム」 - Kyoufu no Gunjemu                               | 15 agosto 1987    | 2 maggio 2005  |
| 27 | La tragedia dei Dragoon 「見参!ドラグナー遊撃隊」 - Kenzan! DORAGUNAA Yuugeki Tai            | 22 agosto 1987    | 3 maggio 2005  |
| 28 | Il morso del cobra 「脅威の毒蛇部隊」 - Kyoui no Dokuhebi Butai                              | 29 agosto 1987    | 4 maggio 2005  |
| 29 | Il salvataggio di Linda 「潜入!リンダを救え」 - Sennyuu! RINDA wo Sukue                      | 5 settembre 1987  | 5 maggio 2005  |
| 30 | Gli artigli di Min 「必殺!チェーンソー・アタック」 - Hissatsu! CHEENSOU ATAKKU               | 12 settembre 1987 | 6 maggio 2005  |
| 31 | Il triangolo di Gellpock 「月からの刺客」 - Tsuki Kara no Shikaku                            | 19 settembre 1987 | 9 maggio 2005  |
| 32 | Vendetta 「復讐の狙撃兵(スナイパー)」 - Fukushuu no Sogeki Hei (SUNAIPAA)                    | 26 settembre 1987 | 10 maggio 2005 |
| 33 | Golpe sulla Luna 「ギガノスの異変」 - GIGANOSU no Ihen                                       | 3 ottobre 1987    | 11 maggio 2005 |
| 34 | La strategia del ragno di terra 「迫撃!土蜘蛛作戦」 - Hakugeki! Tsuchigumo Sakusen           | 10 ottobre 1987   | 12 maggio 2005 |
| 35 | Il cannone semovente 「恐怖!無限機動砲」 - Kyoufu! Mugen Kidou Hou                           | 17 ottobre 1987   | 13 maggio 2005 |
| 36 | L'ira di Gun Jem 「猛攻!怒りのグンジェム」 - Moukou! Ikari no GUNJEMU                        | 24 ottobre 1987   | 16 maggio 2005 |
| 37 | I tre giorni di Ken 「打倒!毒蛇の青竜刀」 - Datou! Dokuhebi no Seiryuutou                    | 7 novembre 1987   | 17 maggio 2005 |
| 38 | Gilga Zamune! 「登場!究極のM・A(メタルアーマー)」 - Toujou! Kyuukyoku no M. A (METARUAAMAA)  | 14 novembre 1987  | 18 maggio 2005 |
| 39 | L'ultima carica di Gun Jem 「壮絶!グンジェムの最期」 - Souzetsu! GUNJEMU no Saigo            | 21 novembre 1987  | 19 maggio 2005 |
| 40 | Heidelnekken 「狡猾!ハイデルネッケン少佐」 - Koukatsu! HAIDERUNEKKEN Shousa                  | 28 novembre 1987  | 20 maggio 2005 |
| 41 | Il ritorno del falco blu 「復活!ギガノスの蒼き鷹」 - Fukkatsu! GIGANOSU no Aoki Taka         | 5 dicembre 1987   | 23 maggio 2005 |
| 42 | Fobetore 「発動!ギガノス無敵要塞」 - Hatsudou! GIGANOSU Muteki Yousai                        | 12 dicembre 1987  | 24 maggio 2005 |
| 43 | La proposta di Dorchenoff 「決断!巨大要塞攻撃指令」 - Ketsudan! Kyodai Yousai Kougeki Shirei | 19 dicembre 1987  | 25 maggio 2005 |
| 44 | Dragonar contro Dragonar 「非情!ドラグナー対ドラグナー」 - Hijou! DORAGUNAA Tai DORAGUNAA    | 26 dicembre 1987  | 26 maggio 2005 |
| 45 | La vendetta del falco blu 「特攻!復讐の蒼き鷹」 - Tokkou! Fukushuu no Aoki Taka              | 9 gennaio 1988    | 27 maggio 2005 |
| 46 | Trovate Aoi Wakaba! 「突入!アオイワカバ救出」 - Totsunyuu! AOIWAKABA Kyuushutsu              | 16 gennaio 1988   | 30 maggio 2005 |
| 47 | La verità 「肉迫!ミン大尉の猛追」 - Niku Hasama! MIN Taii no Moutsui                         | 23 gennaio 1988   | 31 maggio 2005 |
| 48 | L'ultimo bagliore dell'Impero 「大宇宙(おおぞら)の凱歌」 - Dai Oozora no Gaika               | 30 gennaio 1988   | 1º giugno 2005 |

## Personaggi

### Federazione terrestre
- Kaine Wakaba: Il pilota del Dragonar-1 e il protagonista della serie. Un cadetto giapponese della federazione, Kaine vive nella colonia Alucard con sua madre, che aiuta a gestire la colonia. I suoi genitori sono divorziati e Kaine prova del risentimento nei confronti di suo padre che dà più importanza al suo lavoro che alla famiglia. Quando sua madre rimane apparentemente uccisa in un attacco dei Giganos, è determinato a combattere con il Dragonar.
- Light Newman: Il pilota del Dragonar-3. Il nonno di Light è un membro del parlamento, mentre suo padre è a capo della divisione europea dell'esercito della federazione. Comunque, preferisce evitare le posizioni di comando, mostrando una abilità nel raccogliere informazioni e nelle strategie di combattimento, il che lo rende il pilota ideale per il Dragonar-3(che chiama affezionatamente D-3 chan).
- Tap Oceano: Il miglior amico di Kaine e pilota del Dragonar-2. Tap è un newyorkese afroamericano che si è trasferito su Alucard dopo l'accademia. Tap tende ad essere gioviale e rilassato, anche durante le situazioni di pericolo, ma può essere serio nel momento del bisogno.
- Roy Gibson
- Kenny Duncan
- Linda Plato: La sorella minore di Meyo. È diventata un membro della federazione dopo l'attacco alla colonia Alucar, diventando l'ufficiale addetta alle comunicazioni. Avrà una storia d'amore con Kaine.
- Diane Lance
- Rose Pattenton

### Commando dei Dragonar
I Metal Armor Dragonar sono pilotati da Kaine Wakaba, Tap Oceano e Light Newman, che per puro caso e loro malgrado si trovano ad esserne i piloti esclusivi.

### Esercito imperiale di Giganos
- Meiyo Plato: l'asso dell'esercito di Giganos, noto con il soprannome di Falco Blu (蒼き鷹 Aoki Taka). Pilota il Falguen ed è molto leale nei confronti di Guiltorre. Suo padre Lang Plato è colui che ha contribuito alla creazione dei tre Dragonar. Nonostante la sua natura calma e la popolarità fra gli altri piloti, è ripetutamente rimproverato dai suoi superiori per aver fallito il recupero dei Dragonar e si mette agli ordini di Dorchenov, per poi venire incolpato per l'omicidio di Guiltorre dallo stesso Dorchenov. Alla fine della serie, Meiyo e Kaine si alleano per sconfiggere Dorchenov. Il personaggio è chiaramente un omaggio a Char Aznable di Mobile Suit Gundam.
- Ammiraglio Guiltorre: il comandante supremo dell'esercito di Giganos. Anche se ha dichiarato guerra alla Terra, ammira comunque la sua bellezza, facendosi sorgere dei dubbi sulla sua decisione. Viene ucciso da Dorchenov.
- Dan Kruger
- Karl Geiner
- Werner Fritz
- Tenente Checov
- Dorchenov: un subdolo e ambizioso ufficiale dell'esercito di Giganos che diventerà l'antagonista principale della serie dopo aver assassinato Guiltorre e dato la colpa a Meyo. Dopo aver dimostrato di essere il vero colpevole al popolo di Giganos, affronta Kaine, Meiyo e i loro compagni pilotando il gigantesco Metal Armor Gilgazamune.
- Gon Jem: il leader della squadra Shittenoh, pilota del Geyzam e successimanete del Gilgazamune. È leale nei confronti dei membri della sua squadra, fino al punto di giurare vendetta ai piloti dei Dragonar per la morte di Ganan, Gor e Jin.
- Ganan: membro della squadra Shittenoh e pilota dello Stark Gan-Dolla. Porta sempre con sé un coltello.
- Gor: membro della squadra Shittenoh e pilota dello Stark Gewei. Porta con sé un mitragliatore con cui spara durante degli attacchi di ira. Per via della sua natura infantile, scarsa intelligenza e aspetto, viene chiamato gorilla, un soprannome che detesta.
- Jin: membro della squadra Shittenoh e pilota dello Stark Dauzhen. Il più tranquillo ma anche il più immorale del gruppo. Durante la serie ha cercato ripetutamente di spogliare Linda. L'abilità speciale del suo Metal Armor è quella di proiettare ologrammi di se stesso per confondere i nemici, ma può essere vanificata dal radar del Dragonar-3.
- Lee Sue Min: l'unico membro femminile della squadra Shittenoh e pilota dello Stark Deins. Di natura sarcastica e aggressiva, il suo Metal Armor ha la caratteristica di essere armato di una motosega, rendendola un avversario pericoloso nei combattimenti ravvicinati. Alla fine della serie, riesce a far confessare Dorchenov dell'omicidio di Guiltorre con uno stratagemma e aiuta Kaine e Meiyo a combatterlo.

### Esercito ribelle
Fazione formata da un manipolo di uomini dell'esercito imperiale di Giganos e capitanata da Meiyo Plato.

### Armi della federazione terrestre
- Dragonar 1: il D1 è un mobile armor sperimentale segreto. Capacità di attacco superiore, e adatto al corpo a corpo. Armato con fucile laser e una coppia di spade laser unibili in una specie di naginata laser. La poternza di fuoco aumenta discretamente (a scapito della manovrabilità) quando è connesso alla sua unità di supporto Cavalier. Verniciatura bianco-blu-rosso. Pilota esclusivo Kaine Wakaba.
- Dragonar 2 : il D2 serve da supporto al D1 nelle missioni a lungo e corto raggio. Pesantemente armato da due cannoni da 180mm montati sulle spalle e fucile laser è l'arsenale della squadra Dragonar,ed è discretamente manovrabile. Verniciato viola scuro e rosso, è pilotato esclusivamente da Tap Oceano.
- Dragonar 3 : il mobile armor D3 ha funzioni di supporto, ricognizione, AWACS e radar-jamming. La particolarità è che la testa del mobile armor è una specie di radar rotante che ricorda molto un "rotodrome" degli odierni aerei da ricognizione. Inoltre è armato con un piccolo fucile laser. Verniciatura bianco e rosso ed è il mobile armor esclusivo di Light Newman.
- Dragoon : Questo mobile armor è la versione "light" del D1,dal quale prende forma e dimensioni. Viene prodotto in serie dalla federazione terrestre. Monta un cannone da 80mm sulla spalla destra.
- Mobile Pod: Un pod da lavoro riconvertito per essere usato nello spazio. Viene prodotto in serie. La potenza di fuoco è molto scarsa come la corazza.

### Armi dell'impero di Giganos
- Drau
- Gebaye
- Dyne
- Geldora
- Falguen
- Gelf
- Gilgazamune
- Gunzer